# Oonops procerus
Oonops procerus är en spindelart som beskrevs av Simon 1882. Oonops procerus ingår i släktet Oonops och familjen dansspindlar. Inga underarter finns listade i Catalogue of Life.